# Scilly
Scilly je britansko otočje oko 45 km jugozapadno od Land’s Enda u regiji jugozapadna Engleska, udaljeno 58 km od kopna.
Naseljena mjesta su: Saint Mary’s, Tresco, Saint Martin’s, Saint Agnes, Bryter i Gugh. Stanovnici se bave ribarstvom i uzgojem cvijeća. 
Glavno mjesto je Hugh Town na otoku Saint Mary’s. Jedina zračna luka je Saint Mary’s Airport.

## Zemljopisne karakteristike
Ukupna površina otočja iznosi 16 km², na kojima živi 2203 stanovnika.
Samo je pet otoka nastanjeno, to su; St. Mary’s, Tresco, St. Martin’s, Bryher i St. Agnes. Većina stanovnika živi na otoku St. Mary’s, u 
naselju Hugh Town koji ima dobru luku i muzej. Svjetionik - Bishop Rock iz 1858., na zapadnom kraju otočja značajan je primjer građevinarstva 19. stoljeća.
Administrativno arhipelag je okrug u regiji jugozapadna Engleska i dio je ceremonijalne grofovije Cornwall.

Budući da njegova vijeća funkcioniraju i kao okrug i kao grofovija, ona imaju status unitarne uprave.  
Administrativni centar je St. Mary’s, najveći otok u arhipelagu.
Otoci su geološki sastavljeni od granita, i nastavak su granitne mase Cornwallskog kopna. Najviša točka od
50 metara leži na St. Mary’s-u, svi otoci imaju opasne stjenovite obale s brojnim grebenima.
Kako je klima na otocima izuzetno blaga (prosječna mjesečna temperatura varira od 7 do 16 °C) - flora i fauna je sasvim drugačija od one na engleskom kopnu. Ondje rastu brojne suptropske biljke, a po stijenama hridi i 
otočića žive tuljani. Brojne se ptice gnjezde po otocima, među njima i rijetka vrsta čigre (Sterna dougallii) i Mali zovoj 
(Puffinus puffinus).

## Privreda i transport
Privreda se zahvaljući dobroj klimi, bazira na turizmu i uzgoju cvijeća i povrća. Ribarstvo također značajno.
Otočje je trajektom povezan s lukom Penzance, na Cornwallu.

## Povijest
Po arhipelagu ima prapovijestnih nalaza u obliku tumulja i primitivnih stupova. Henrik I dao je arhipelag opatu iz grofovije Devon.
Scilly je u 16. stoljeću postao krunska imovina, pa je 1571. dan u najam Francisu Godolphinu koji je 1593. sagradio zamak Star iznad Hugh Towna.
Za engleskog građanskog rata (1642. – 1651.) arhipelag je bio pod nadzorom monarhista, čija je mornarica teško oštetila nizozemske brodove. Nizozemci su, nakon što im je odbijen zahtjev za odštetu, objavili 1651. - rat arhipelagu.  
Ubrzo nakon toga pristaše parlamenta stekle su kontrolu nad arhipelagom. Rat je kasnije završio, iako formalni mirovni sporazum nije potpisan sve do 17. travnja 1986. Od 1834. August Smith iznajmljuje arhipelag, umjesto ranijeg Godolphinsa. To je trajalo do 1933. kada je većina otoka predana britanskoj kruni.

## Galerija
- Zastava otočja Scilly
- Povijesni zemljovid otočja Scilly

## Vanjske poveznice
- Isles of Scilly, članak na britannica.com